# واحده كده (فلم)
واحده كده فيلم مصري دراما قصير مدته 15 دقيقة لعام 2020. أخرج الفيلم مروان نبيل في أولى تجاربه الإخراجية، وكتب السيناريو، والحوار هيثم الشال. الفيلم من بطولة ريهام عبد الغفور، وسلوى عثمان، ومحمد علي رزق، وحازم سمير، تدور أحداث الفيلم حول يوم يبدو روتيني بحياة فتاة في منتصف الثلاثينيات، ولكن ما أن يبدأ يومها حتى نصطدم بكم الأحكام التي يصدرها من هم حولها مع اختلاف درجة قربهم لها. عرض الفيلم لأول مرة في ديسمبر 2020 في مهرجان القاهرة السينمائي الدولي في دورته الاثنين والأربعين، ضمن عروض «سينما الغد»، خارج المسابقة الرسمية. عرض الفيلم على شبكة نتفليكس.

## طاقم التمثيل
ريهام عبد الغفور – محمد علي رزق – حازم سمير – سلوى عثمان – محمود غريب – أحمد محمد أبو الحسن – كريستيانو فاروق – جينا أحمد – دنيا مصطفى – زهرة الحاروني – شروق أيمن – كاريمان أشرف – كريم عبد النبي.

## أحداث الفيلم
يبدأ الفيلم والبطلة في فراشها، وهي غير نائمة، وتستقبل رسالة صوتية على هاتفها لصوت يدعوها «حبيبتي»، ويخبرها انه سيقوم بتوصيلها إلى عملها اليوم. تدخل الأم وتعجب من أن «حبيبة قلب ماما» متيقظة، وتفسر البطلة عدم استطاعتها النوم بسبب الضوضاء في الشارع. تنظر الأم لابنتها لتراها الطفلة التي ربتها من سنوات مضت. تتأمل البطلة وجهها في مرآة الحمام، وهي تحاول إصلاح ما تراه بمستحضرات التجميل. تسارع البطلة لمغادرة البيت، وتسلمها الأم بعض الطعام كما لو كانت تلميذة ذاهبة لمدرستها. تجد جار، وزوجته، وابنته، وتبادر بقولها: «صباح الخير»، ويجيب الرجل: «وعليكم السلام ورحمة الله وبركاته»، وينظر لها وهي تهبط الدرج، ويراها غانية لها شعر متوهج، وتبرج زائد، ونظرات كلها الاغراء.
تصل إلى سيارة من ينتظرها أمام باب عمارتها، تركب إلى جواره. تمر فترة دون حوار، وتسأله عما كان يريد أن يخبرها، ويتردد الشاب، ويقول «وحشتيني»، ويراها عندئذ صارخة الاغراء، ولها ابتسامة ساحرة. تطلب ان يكمل حديثه الذي توقف بالامس، وهنا يراها ترتدي زي الجنود، وبلا أي لمحة جمال. تهبط أمام مكان عملها ليستقبلها السايس، وهو يراها سيدة مكتملة الانوثة، وترتدي الزي المحتشم، ولكنه شديد الإثارة. تقف في حمام السيدات تغسل يديها، وبجوارها شابة مثيرة تصلح من زينتها، وتسأل البطلة عن حالها، ثم تنصحها بأن تنتبه إلى ملابسها أثناء العمل حيث يظهر صدرها بالكامل، وأثناء نصيحتها تراها مرتدية قميصاً رجالي ذو أكمام طويلة، ومغلق حتى الرقبة. تكمل نصحها قائلة: «عموماً صدرك ليس كبير، وجسمك ليس له منحنيات، واستدارة، لكن الرجال على أي الحالات ينظرون إلى أي شيء». أثناء عودتها من العمل تتوقف في ميدان حيث كل شيء هناك يبدو مثل السيرك، أو الموالد القروية.. نافخ النار.. بائع غزل البنات.. البلياتشو.. الحاوي.. راقصة.. سيدة تجالس معزة.. مايسترو بلا اوركسترا.. قهوجي.. مشعوذ.. بينما تجلس هي على أريكة بعرض الطريق.

## الإنتاج
استغرق تصوير الفيلم ثلاثة أيام في أماكن مختلفة، بينها ميدان الإسماعيلية بمصر الجديدة والذي تم استئجاره لتصوير مشهد النهاية.

## استقبال الفيلم
عرض فيلم «واحده كده» في مهرجان القاهرة السينمائي (الدورة 42) خارج المسابقة في الفترة من 2 وحتى 10 ديسمبر 2020.
كتب عبد المنعم أديب على موقع عين على السينما: «فيلم جاد، وذو مغزى عميق، ولهذا الاسم اعتبار في المعنى، قد نستشف منه التجهيل مرة، أي أنها امرأة من وسط ملايين، وقصة من وسط آلاف القصص، وقد نستشف منه التعيين مرة أخرى، أي امرأة كذا أو امرأة كتلك التي تراها بوصفها، وحياتها وظروفها، ومعاناتها. ولعل المعنى الأول هو الأرجح، وهو ما قصد إليه صنّاع الفيلم، وغرض التجهيل هو التعميم أي أنَّها قصة كل امرأة، وأزمة المجتمع كلِّه. وهذا المعنى عزز من خلال عدم تسمية البطلة؛ أي أنها نموذج أزمة».
كتبت بهيرة فودة على موقع مصراوي: "بشعر كيرلي أحمر.. هكذا ستطل ريهام عبد الغفور على جمهورها في فيلم «واحده كده».
كتبت ميرا زيدان على موقع الديار: «مروان نبيل في أولى تجاربه الإخراجية، مع سيناريو وحوار هيثم الشال، ومدير التصوير عبد السلام موسى، مونتاج منى ربيع، واستغرق تصوير الفيلم ثلاثة أيام».
كتب موقع اندبندت العربية: «يستعرض المخرج كيف يرى الآخرون بطلة فيلمه. الأم مثلاً، تُعلِّق على شعرها، وهي في عينيها مجرد طفلة صغيرة بضفيرتين، هكذا نراها على الشاشة. ثمة أيضاً الجار السلفي، الذي لا يرد على تحية» صباح الخير«سوى» وعليكم السلام...«، كي تشعر البطلة بالذنب، هو الذي يراها في خياله نجمة إغراء، بشعر أحمر، وسيجارة، ونظرة فاتنة... في مشهد النهاية، يذهب هذا الفيلم، بطريقة فنية، تستفيد من فكرة المولد الشعبي المصري، إلى الصور المُتعددة التي يمكن أن تكون عليها الحياة، خارج هذا التنميط. فيلم نسوي، بكل تأكيد، إنساني أيضاً ويُبشّر بمخرج واعٍ، قادر على أن يطرح أسئلته بمهارة ومن دون أن يخلط بينها وبين شيء آخر».

## روابط خارجية
- مقالات تستعمل روابط فنية بلا صلة مع ويكي بيانات